# En plats i solen (album av Grönwalls)
En plats i solen är ett studioalbum från 1994 av det svenska dansbandet Grönwalls.

## Låtlista
1. Jag tror på kärleken
2. Ett liv tillsammans
3. Du är min hjärtevän
4. Vindarnas melodi
5. En evig sommar
6. Klackarna i taket
7. En plats i solen
8. Ett album av mitt liv
9. Radio
10. Tidvattensböljor
11. Har du sett stjärnorna
12. Jag har fått nog av dig
13. Don't Touch Me
14. Finns det någon bättre än du
15. Kärlekens språk

### Fotnoter
1. ↑  ”Dansweb”. Arkiverad från originalet den 5 mars 2016. https://web.archive.org/web/20160305055406/http://www.dans-web.nu/skivor/index.php?pid=view&ref_cd=289. Läst 9 juni 2011.